# Palacio consistorial del XVI Distrito de París
El palacio consistorial del XVI Distrito de París es el edificio que alberga los servicios municipales del 16 distrito de París, Francia. Se encuentra en el número 71 de la avenida Henri-Martin.

## Historia
Antes de 1836, el ayuntamiento del municipio de Passy estaba ubicado en el número 3 de la rue Franklin, en un edificio que pertenecía a Auge de Fleury, alcalde de Passy. Es un local, ampliado en tres habitaciones en 1828 contra una renta anual de 800 francos. A partir del 11 de enero de 1836, se instaló en el n° 67 rue de Passy. En cuanto al ayuntamiento del pueblo de Auteuil, se instaló en agosto de 1792 en la place de la Fontaine, hoy place Jean-Lorrain, en agosto de 1804 en la place d'Aguesseau, hoy place de l'Église-d'Auteuil, y finalmente en 1844 en el n°34 de la rue Boileau, siedno incendiado durante la Comuna de París en 1871.
En 1860, Passy se integró en París y el distrito se convirtió en el XVI Distrito, con el pueblo de Auteuil y el de Chaillot, este último ya formaba parte de París. El alcalde Jean-Frédéric Possoz había rechazado el nombre de distrito XXIII porque "casarse en el 13 " era entonces una expresión que significaba "vivir en concubinato".
El actual edificio fue construido por el arquitecto Eugène Godeboeuf, entre 1875 y 1876, las obras comenzaron en 1867 pero fueron interrumpidas por la Comuna de París, por 2.346.762 francos. El proyecto fue aprobado el 28 de diciembre de 1866. Se encuentra en la esquina de la rue de la Pompe y la avenida Henri-Martin, antigua avenida de l'Empereur y luego du Trocadéro. Se construyó sobre un terreno de 3490 m² comprado al Sr. de Las Cases por 261.783 francos frente al M Delapalme, un terreno de 48 m² permutado con el Sr. Cail frente al M Ancy y finalmente terrenos resultantes de expropiaciones realizadas después el juicio del 22 de mayo de 1860 permitiendo la apertura de la avenida Henri-Martin.
La fachada norte, la principal, está retranqueada unos diez metros de la avenida Henri-Martin, zona non aedificandi. El edificio forma un cuadrilátero regular que rodea un patio interior. La fachada se prolonga por el lado oeste, pero dejando un paso entre el ayuntamiento y el edificio contiguo. Un jardín está detrás. A partir de 2004 se realizaron obras de modernización y urbanización.

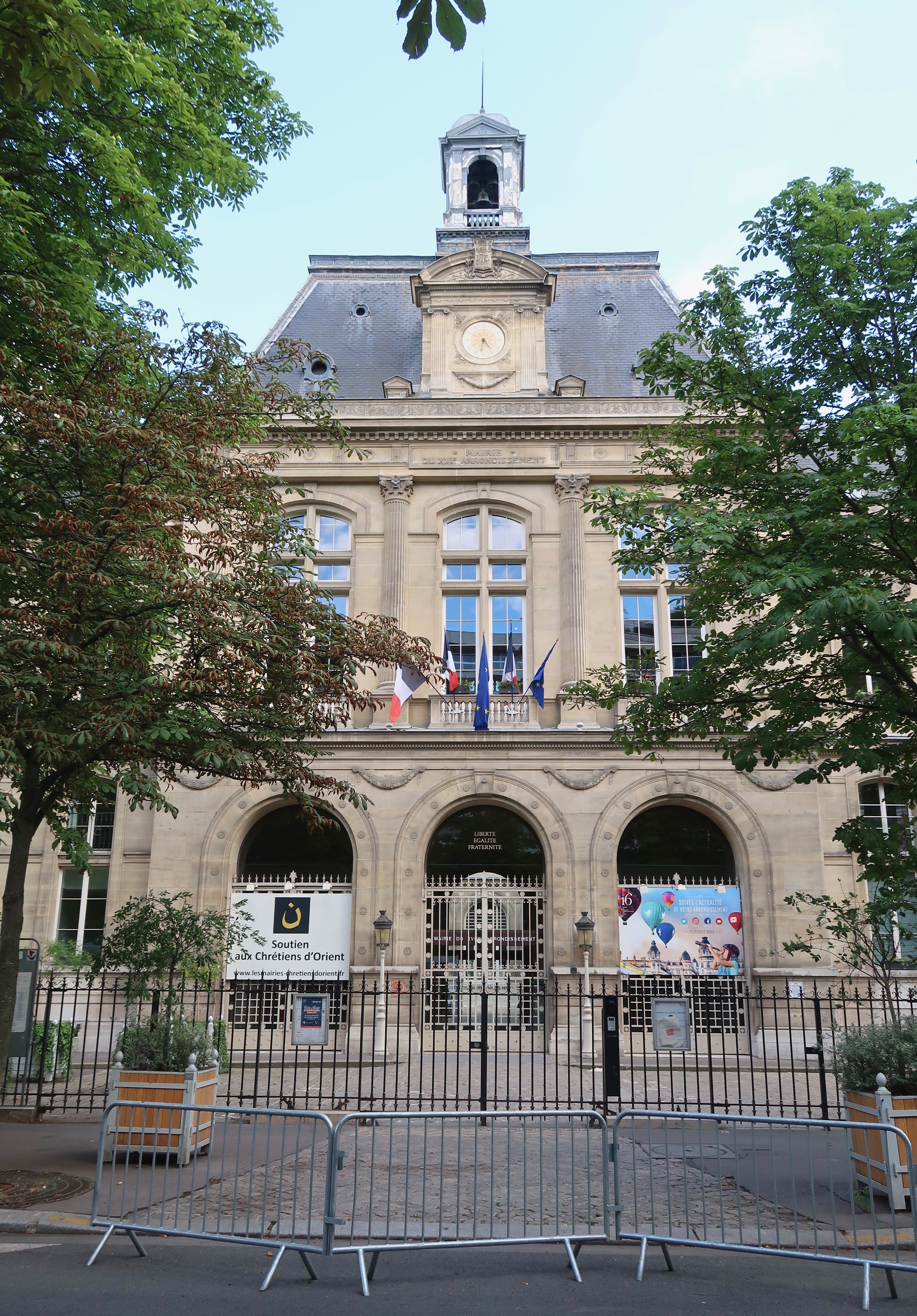
Detalle del cuerpo del edificio.
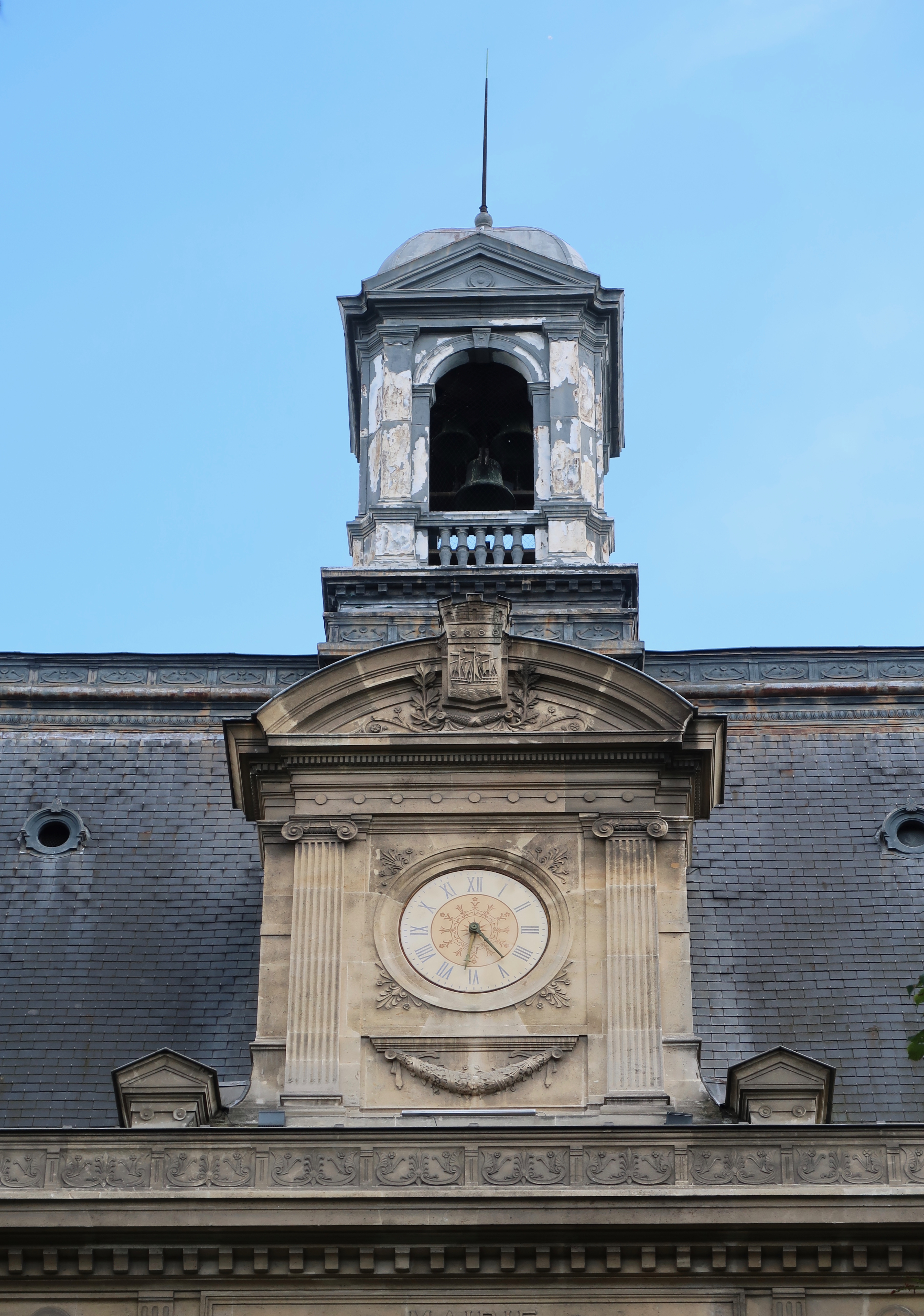
Reloj y pináculo .
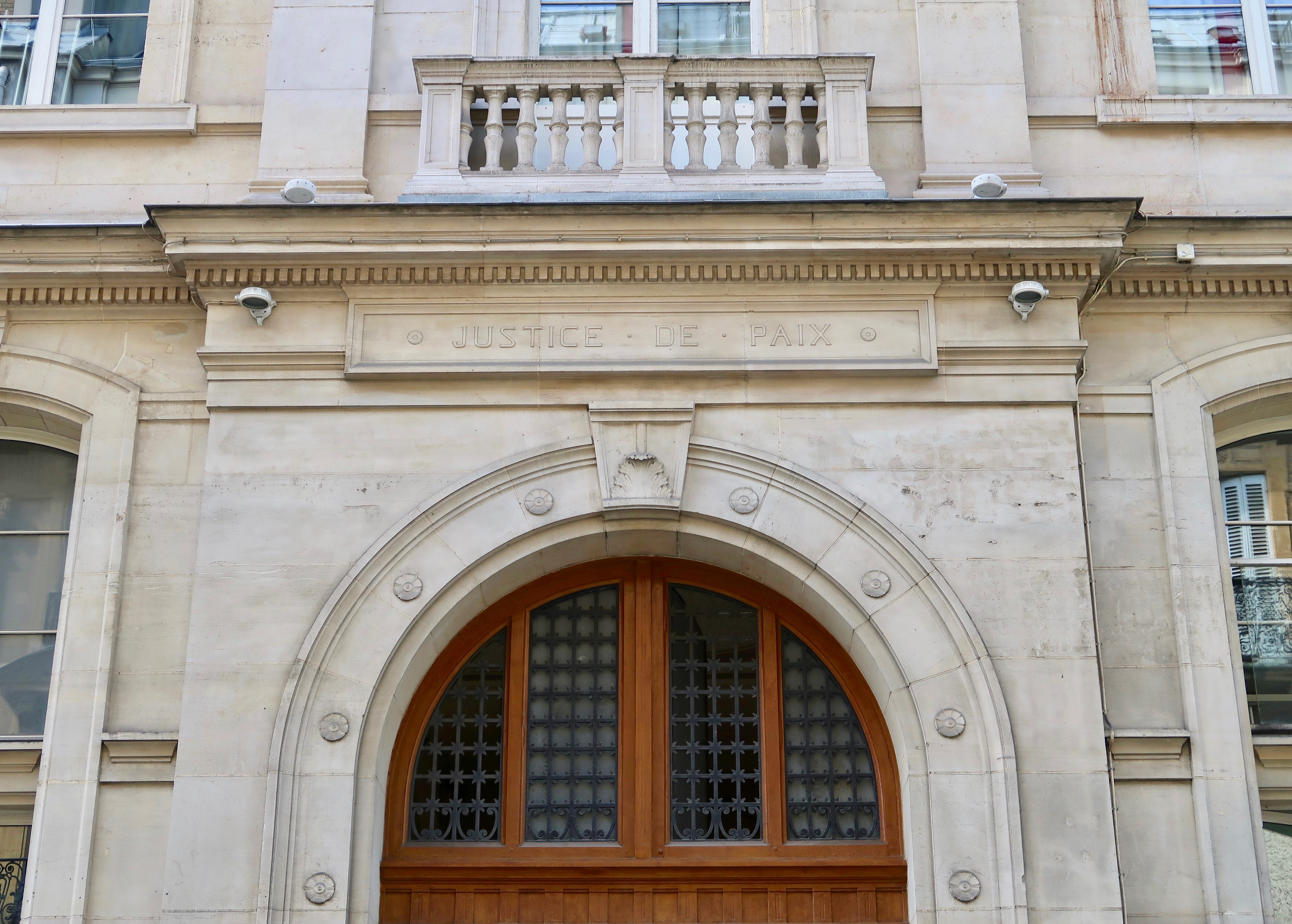
Inscripción " Juez de Paz " en la fachada de la rue de la Pompe .
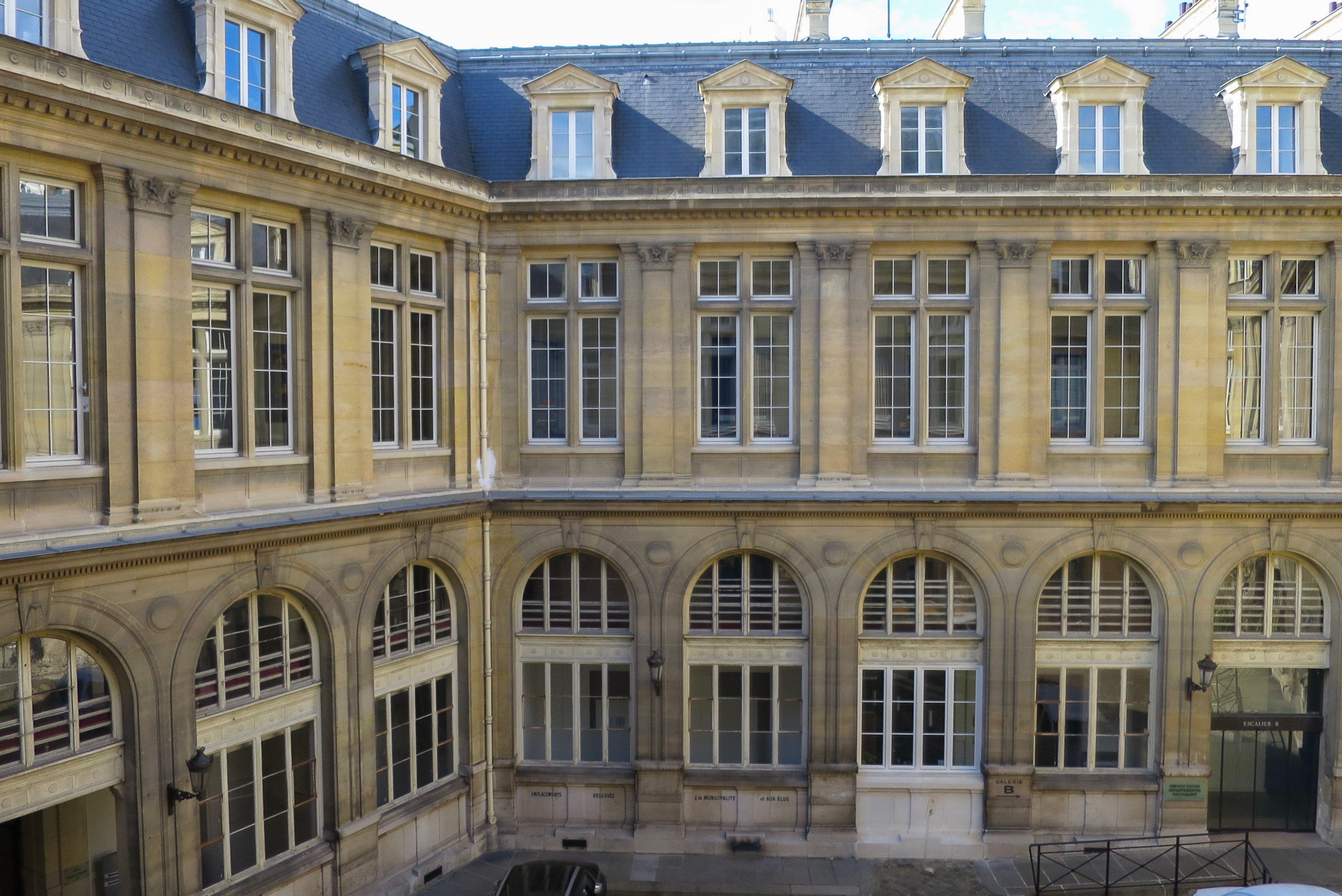
Patio.
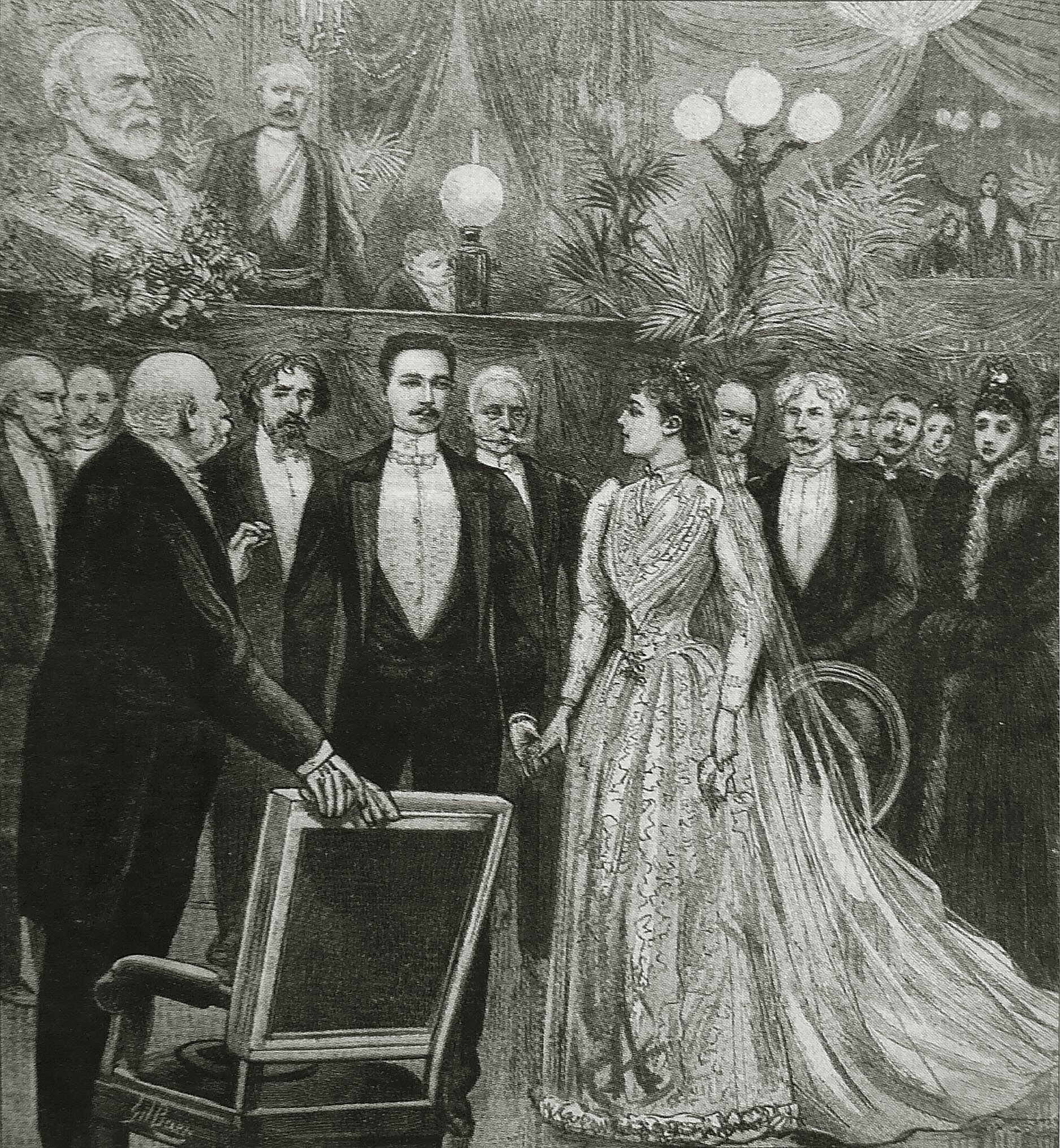
Grabado que representa el matrimonio de Léon Daudet en el ayuntamiento (1891).
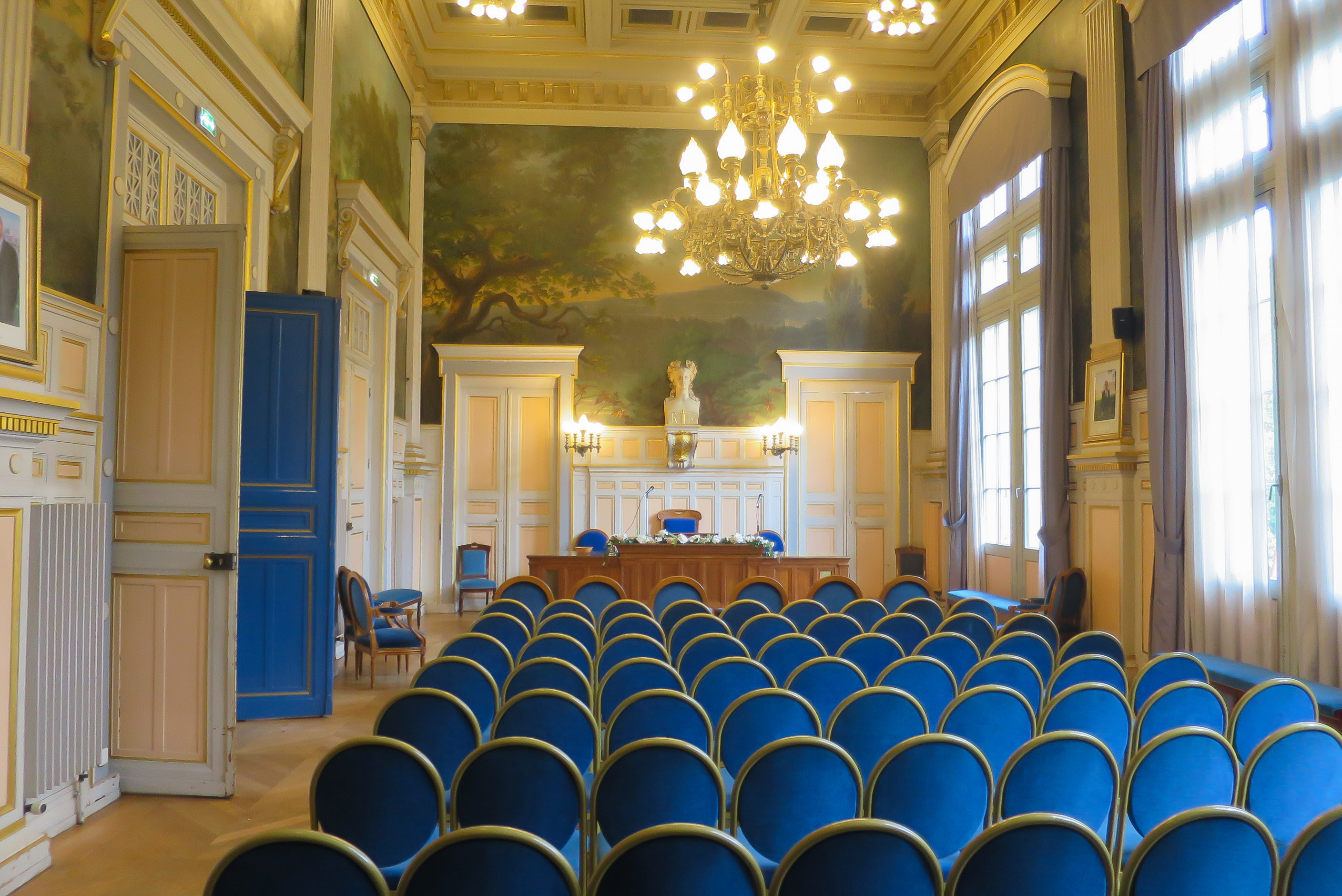
Salon de bodas.

## Estatuaria
El terreno frente a su fachada principal, con césped, tiene varias obras de arte: un escudo votivo en homenaje a los veteranos así como un memorial a los fugitivos, obra de la escultora Maria de Faykod, 1998.
Entre julio de 2017 y enero de 2018 se instaló frente a él la escultura itinerante L'Arbre de la Paix de Hedva Ser. Se reinstaló en 2021.
También se encuentran una escultura de Henri Gauquié, otra de Laure Coutan, Le moineau de Lesbie, 1911, así como un busto que representa al agente secreto británico Forest Yeo-Thomas.

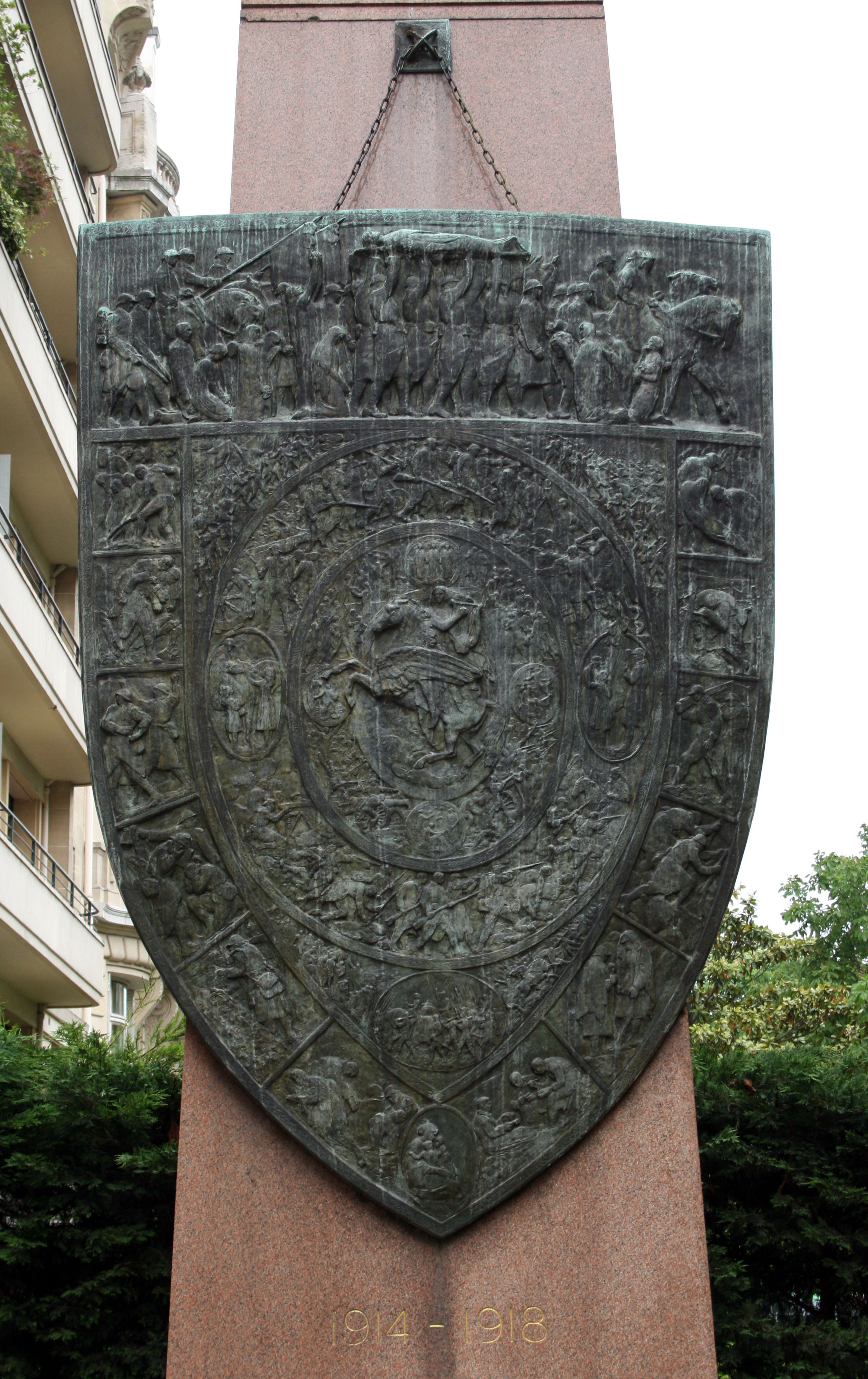
El escudo votivo.
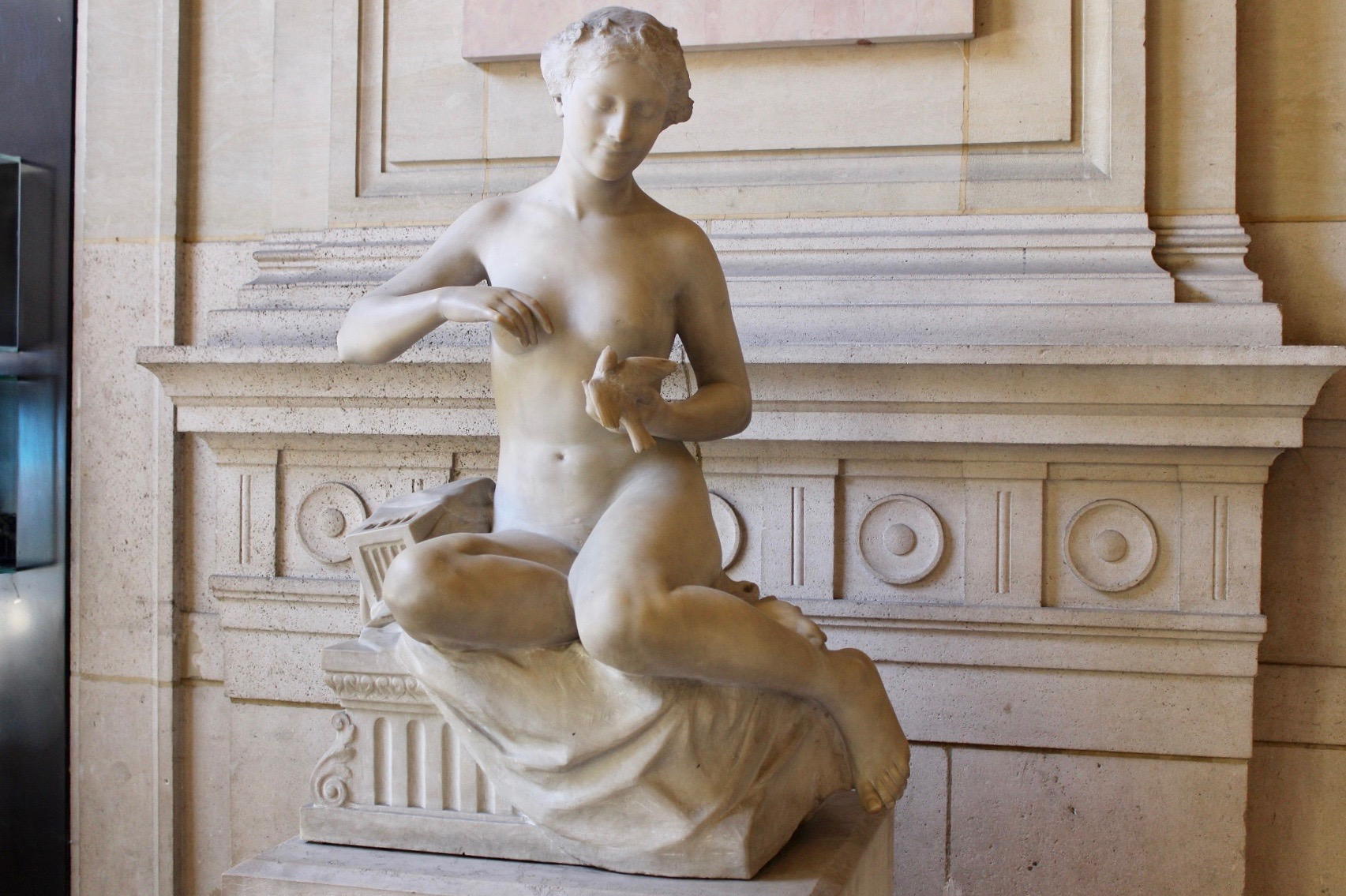
El Gorrión de Lesbia de Laure Coutan .
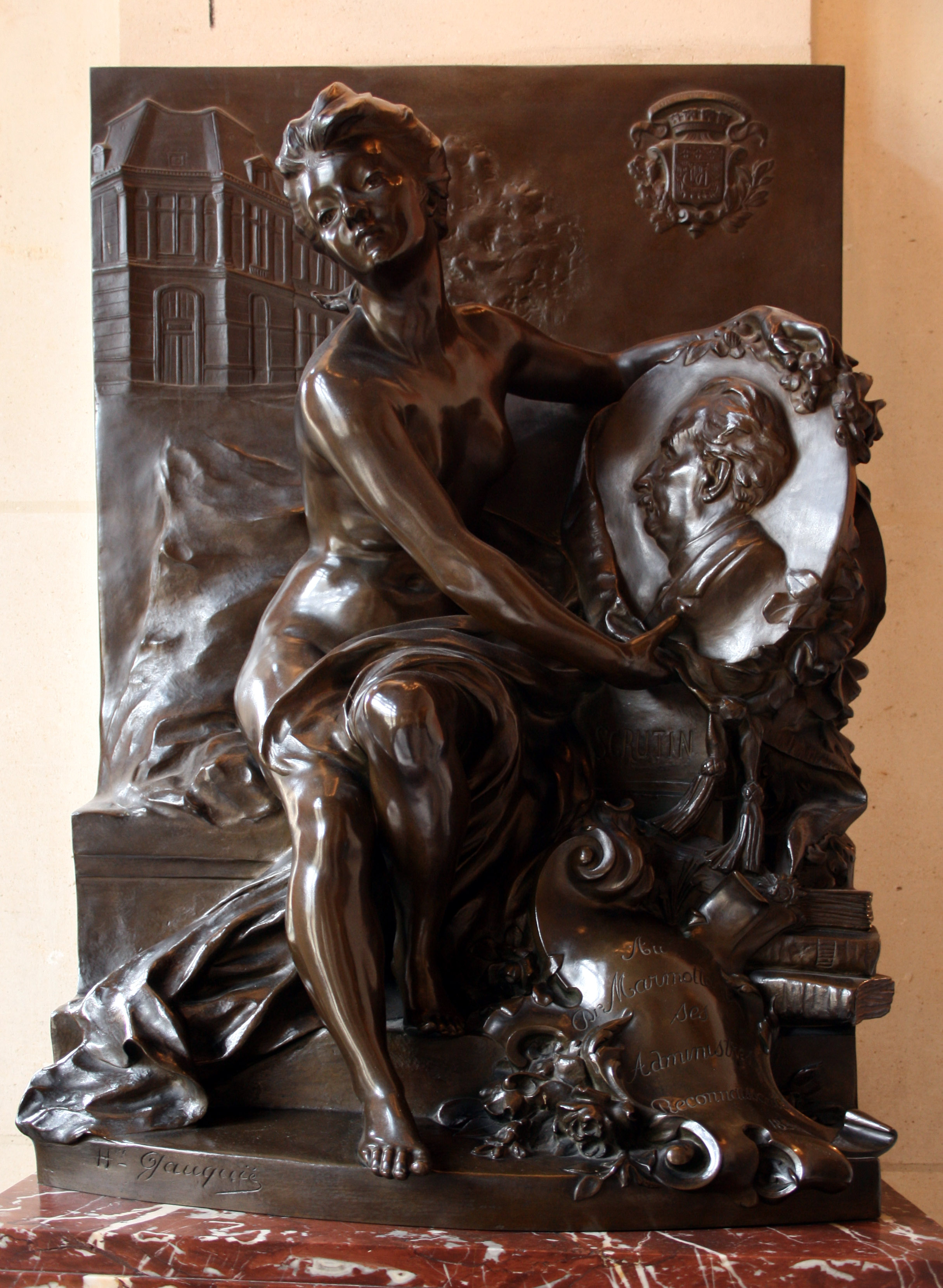
Escultura de Henri Gauquié .